# Saison 1 de Heartland
Chronologie
Saison 2
Cet article présente les épisodes de la première saison de la série télévisée familiale Heartland.

## Synopsis
En dépit des dettes qui s’accumulent et de la banque qui menace de saisir, les Fleming se battent pour permettre à leur ranch de continuer à tourner.

## Distribution

### Acteurs principaux
- Amber Marshall (VF : Isabelle Volpe ; VQ : Elisabeth Forest) : Amy Fleming
- Graham Wardle (VF : Franck Tordjman ; VQ : Nicolas Charbonneaux-Collombet) : Ty Borden
- Michelle Morgan (VF : Karine Pinoteau ; VQ : Manon Arsenault) : Lou Fleming
- Shaun Johnston (VF : Patrick Béthune ; VQ : Sylvain Hétu) : Jack Bartlett
- Chris Potter (VF : Antoine Tomé ; VQ : Daniel Picard) : Tim Fleming

### Acteurs récurrents et invités

#### Acteurs récurrents
- Jessica Amlee (VF : Marie Diot ; VQ : Eloisa Cervantes) : Mallory Wells
- Cindy Busby (VF : Marie Diot ; VQ : Catherine Lavoie) : Ashley Stanton
- Greta Onieogou (VF : Céline Melloul) : Soraya Duval
- Wanda Cannon (VF : Coco Noël ; VQ : Élise Bertrand) : Val Stanton
- Jessica Steen (VF : Véronique Viel ; VQ : Catherine Hamann) : Lisa Stillman
- Nathaniel Arcand (VF : Pascal Casanova ; VQ : Frédéric Lavallée) : Scott Cardinal

#### Invités
- Stephen Amell : Nick Harwell
- Beau Mirchoff : Ben stillman
- Suzanne Coy : Maggie Duval
- Anna Ferguson : Madame Bell

## Liste des épisodes

### Épisode 1:Retour à Heartland
- Canada : 14 octobre 2007 sur CBC
- France : 9 novembre 2008 sur Canal+ Family, Gulli et Equidia Life
- Québec : 30 août 2010 sur Séries+
- Suisse : RTS Deux

- Lisa Langlois : Marion Fleming
- Wanda Cannon : Val Stanton
- Jessica Amlee : Mallory Wells
- Marty Antonini : Mr Mallen
- Cindy Busby : Ashley Stanton
- Aedan Tomney : Jesse Stanton
- Meaghan Rath : Jen
- Jayson Therrien : Collègue de Lou

Une nuit, Amy Fleming et sa mère Marion se rendent dans la propriété de Mr Mallen, pour lui enveler l'un de ses chevaux particulièrement négligé. Sur le chemin du retour, le cheval panique dans le van et provoque la sortie de route de la voiture, qui termine sa course contre un arbre, provoquant la mort de Marion Fleming. Amy est transportée à l'hôpital et se réveille quelques jours plus tard. Lou, la sœur aînée d'Amy, quitte New York pour s'installer quelque temps à Heartland, le ranch familial. Lorsque Amy rentre à son tour à la maison, elle se rend compte que sa sœur s'emploie à tout réorganiser à sa manière en considérant Heartland avant tout comme une entreprise, ce qui l'agace, et les deux sœurs ont des difficultés à s'entendre.
Plusieurs semaines plus tard, un jeune homme nommé Ty Borden arrive à Heartland, avec un contrat d'accueil signé par Marion Fleming quelque temps avant sa mort. Celle-ci avait décidé de l'accueillir au ranch pour une période de probation, alors que la famille n'était pas au courant. Jack Bartlett, le grand-père d'Amy et de Lou, décide donc d'en prendre la charge, mais en arrivant au ranch, Ty a fait peur au cheval d'Amy alors qu'elle se promenait, et la jeune fille a un a priori négatif à son égard. Lors du premier dîner de Ty à Heartland, on apprend que le ranch était autrefois destiné à l'élevage du bétail et qu'il a été réemployé à l'accueil des chevaux à problèmes par Marion après que le mari de cette dernière (et père de Lou et Amy) ne les ait abandonnées. C'est un sujet délicat pour Jack Bartlett, qui depuis ce temps, n'a toujours pas pardonné à Tim Fleming d'avoir "abandonné" ses filles.
Amy se rend auprès de Spartan, le cheval qui a survécu à l'accident. Celui-ci est au ranch, dans un box, mais semble très perturbé à son approche. Amy se sent coupable de la mort de sa mère, lui ayant demandé de l’aide pour ce cheval qu'elle avait vu maltraité chez Mallen. Mais son grand-père veille et la soutient en lui faisant remarquer qu'elle a fait ce que sa mère aurait fait à sa place. Il lui suggère donc de reprendre le chemin du lycée et d'essayer de reprendre le court de sa vie normale.
Au lycée, Ashley Stanton, la fille de la riche propriétaire du centre de Briar Ridge, souhaite s'assurer que la mort de la mère d'Amy n'empêchera pas celle-ci de concourir contre elle aux prochains concours équestres. Un soir, Amy écoute Ty jouer de la guitare dans l'écurie et tous deux font un peu plus connaissance. Le jeune homme lui suggère de faire sortir Spartan de son box. Le lendemain, Amy sort Spartan en liberté dans le rond de longe et tente une approche, qui s'avère prometteuse au bout de plusieurs essais, sous l'oeil fier de son grand-père.
Amy se rend à une fête organisée par Jesse, le frère d'Ashley, qui est attiré depuis un certain temps par la jeune fille. Ty s'invite également. Plus tard dans la soirée, Jesse, sous l'emprise de l'alcool, se montre un peu trop collant envers Amy, et Ty intervient violemment. Amy, affolée, quitte la fête et rentre à pied. Ty la rejoint sur la route avec sa camionnette et s'excuse pour son comportement. Ils rentrent ensemble à Heartland.

### Épisode 2:Après l'orage
- Canada : 21 octobre 2007 sur CBC

- Jessica Amlee : Mallory Wells
- Greta Onieogou : Soraya Duval
- Wanda Cannon : Val Stanton
- Cindy Busby : Ashley Stanton
- Stephen Amell : Nick Harwell
- Suzanne Coy : Maggie Duval
- Greg Lawson : Clint Riley
- Coralie Cairns : Mme Roche

Amy fait des cauchemars depuis l'accident de sa mère. Soraya, sa meilleure amie, est de retour de Montréal et compte bien lui changer les idées. Les deux amies prennent du bon temps en se promenant et Soraya en profite pour encourager Amy à reprendre la compétition, avec pour seul souhait, qu'Amy batte Ashley Stanton.
Ty, hébergé à Heartland, se plaint auprès d'Amy d'être contraint de travailler aux écuries alors que d'autres personnes de la famille n'y travaillent pas. Amy lui répond que c'est simplement son travail en tant qu'ouvrier.
Lou, en discutant rapidement avec Amy, est persuadée que l'un des chevaux confié au ranch est rétabli et prévient Mme Roche, sa propriétaire, pour qu'elle puisse le récupérer et gagner ainsi une place pour un nouveau pensionnaire. Mais il s'agissait en réalité d'un malentendu. Le cheval faisait des progrés selon Amy mais n'était pas prêt à repartir. Furieuse après un nouvel accident survenu, Mme Roche revient à Heartland. Selon elle, Amy et Lou utilisent la réputation de leur mère pour « faire de l'argent ». Amy est en colère et Lou tente de tempérer l’entrevue. Mme Roche décide cependant de placer le cheval à Briar Ridge au lieu d'Heartland. Amy, contrariée, accuse Ty de ne pas être intervenu en son absence en sachant que le cheval n'était pas prêt. Ce à quoi Ty répond qu'il n'en savait rien, en tant que simple employé.
Amy se fache une nouvelle fois avec Lou lorsque celle-ci décide d'établir des devis pour les nouveaux clients ayant des chevaux à confier. Amy estime que les devis ne peuvent tenir et que le temps nécessaire dépend de chaque cheval. Jack est étonné du comportement emporté d'Amy vis-à-vis de sa sœur, et lui fait remarquer que si Lou était un cheval, elle ferait sans doute plus d'efforts pour essayer de la comprendre…
Amy envisage de reprendre l'entrainement pour la compétition, avec le soutien de Jack, Soraya et Ty. Lou, de son côté, est déprimée de voir que les clients l'abandonnent au fur et à mesure, déçus que les délais de soient pas respectés par Amy, et ne voit pas comment remonter la pente. Elle cherche à contacter son père pour obtenir de l'aide, mais ne parvient pas à le joindre. Jack Bartlett réconforte Lou, en lui conseillant de prendre le temps de vivre et d'apprécier ce qui l’entoure au quotidien.
Ty s'autorise quelques pauses, ce qui fait perdre patience à Jack. En réalité, Ty prépare un parcours d'obstacles sur la propriété pour Amy, afin d'éviter à Spartan, encore un peu effrayé, d'avoir à monter dans un van. Amy est admirative devant le travail qu'il a accompli. Cependant, elle doute d'elle-même, et pense ne pas être capable de rendre sa confiance à Spartan pour qu'il réapprenne à monter dans un van sans crainte.
Dans la nuit, à la suite d'un autre rêve, Amy se réveille en sursaut et vient chercher Ty dans sa chambre pour lui demander de l’accompagner. Elle met en application l'idée que Ty lui avait suggérée : éviter au cheval de se sentir enfermé. Ils tentent ensemble de faire passer le cheval par le van ouvert des deux côtés pour se rendre dans son paddock. Avec douceur et patience, ils y parviennent. Mais en contre-partie, Jack s'agace fortement du manque de travail de Ty aux écuries.
Val Stanton colporte des ragots au sujet de la perte de clients d'Heartland et de son manque de crédibilité. Jack connaît bien Val et décide donc de lui rendre visite directement à Briar Ridge pour remettre les choses à leur place. Il en profite pour suggérer à Mme Roche, qui est également présente et se plaint justement d'un manque d'efficacité des employés de Val, de redonner une chance à Amy. Jack se montre particulièrement convaincant et récupère ainsi sa cliente juste sous les yeux de Val.

### Épisode 3:Portes ouvertes
- Canada : 28 octobre 2007 sur CBC

- Jessica Amlee : Mallory Wells
- Greta Onieogou : Soraya Duval
- Wanda Cannon : Val Stanton
- Cindy Busby : Ashley Stanton
- Jessica Steen : Lisa Stillman
- Meredith Bailey : Marnie Gordon

Amy, qui effectue sa ronde de nuit, est inquiète. Pégase, le vieux cheval de sa mère, est malade et couché dans son box. Elle décide donc d'appeler Scott Cardinal, le vétérinaire et ami de la famille. Scott ne diagnostique rien de particulier chez l'animal, si ce n'est son vieil âge. Amy pense que le cheval est déprimé par l'absence de Marion. Lou, de son côté, souhaite organiser des portes ouvertes au ranch dans les jours à suivre, et le mal-être de Pégase ne semble pas être sa priorité absolue. Mais le moment d'organiser cet événement semble mal choisi pour Amy et Jack Bartlett.
Dans l'écurie, Scott évoque avec Amy des souvenirs de Marion et de l'accident du père de la jeune fille, Tim Fleming, avec Pégase, bien des années plus tôt. Scott occupait alors la même place que Ty aujourd'hui : il avait été logé au-dessus de l'écurie et accueilli par Marion. Il se souvient que Marion s'était battue pour maintenir Pégase en vie à la suite de l'accident. Amy reste distante à l'évocation de son père. Elle tente avec Scott l'aromathérapie sur Pégase, ce qui semble l'apaiser. Amy passe la nuit auprès du cheval. Le lendemain, elle demande à Lou d'annuler sa journée, estimant que le moment est mal venu et que l'image du ranch, avec un cheval malade, ne serait pas idéale. Mais Lou ne veut rien entendre, et va retrouver Marnie, une amie d'enfance, au restaurant de Maggie, pour organiser avec elle le repas de la journée portes ouvertes.
Ty et Jack vont chercher une grande tente à Briar Ridge, gracieusement prêtée par Val Stanton pour leurs portes ouvertes. Ty rencontre Ashley, qui lui fait du charme. À Heartland, Scott vient proposer du travail à Amy. Lisa Stillman, propriétaire du haras de Fairfield, possède une jument qui refuse de se laisser seller, et emmène Amy la voir. Lisa Stillman se montre d'abord méfiante vis à vis d'Amy, la trouvant trop jeune pour ce travail. Cependant, elle est impressionnée par sa réactivité et son sang-froid et décide de lui faire confiance. Amy ramène donc la jument à Heartland. En ville, en sortant du restaurant de Maggie, Lou tombe par surprise sur son père et en profite pour lui demander de venir à la journée portes ouvertes pour rencontrer enfin Amy. Tim n'est pas enchanté, sachant que Jack ne souhaite plus le voir, mais en fait finalement la promesse à Lou. Un peu plus tard, Ashley vient à Heartland et s'étonne auprès d'Amy que Lisa lui ait confié sa jument, qui pour elle, n'a aucun avenir. Elle lui ajoute une pression supplémentaire en lui faisant comprendre que si elle ne parvient pas à la « dresser », la jument sera probablement euthanasiée. Ty n'est pas sensible au charme trop insistant d'Ashley et tente de le faire comprendre maladroitement à Amy. Alors qu'Amy nourrie Pégase, Marnie entre dans l'écurie en portant la veste de Marion Fleming, que lou lui a prêtée. Amy en est choquée, ayant cru revoir sa mère l'espace d'un instant. Le cheval, en revanche, se montre soudain beaucoup plus réactif et enthousiaste, ce qui ravie la famille.
Ne parvenant à rien avec Promise, la jument de Lisa, Amy décide d'en connaître davantage sur son passé et invite son ancien propriétaire au ranch, un jeune homme aveugle avec beaucoup de douceur dans la voix. Celui-ci lui fait comprendre que Promise était une « décideuse » à qui l'on devait demander la permission pour toute chose, comme d'une faveur. Qu'elle souhaitait choisir elle-même avant tout qui serait digne de la monter. Les jours suivants, consciente de cette information, Amy prend son temps et parvient à monter Promise sans aucun problème.

### Épisode 4:Saisir sa chance
- Canada : 4 novembre 2007 sur CBC

- Jessica Amlee : Mallory Wells
- Cindy Busby : Ashley Stanton
- Beau Mirchoff : Ben Stillman

Tim Fleming aperçoit Amy en rassemblant son troupeau alors qu'elle se promène avec Spartan, mais n'ose pas se manifester. Au ranch, Amy et Lou décident de faire du vide dans l'ancienne chambre de leur mère pour que Ben Stillman, le neveu de Lisa, puisse emménager chez eux. Dans les cartons, les deux sœurs découvrent une foule de souvenirs et parmi eux, une vieille lettre de leur père adressée à Marion. Les deux filles ignoraient qu'il avait tenté de reprendre contact car Marion leur avait caché.
Peu de temps après l'arrivée de Ben au ranch, Amy se rend très vite compte que le jeune homme n'est pas très patient avec son cheval et se montre intransigeant. Ty, de son côté, s'agace de voir que Ben à toutes les attentions, alors que le garçon impose sa loi et va jusqu'à demander à Lou d'utiliser une autre route que la sienne pour faire son jogging. Ben demande également à Amy de s'occuper de son cheval. Amy lui rappelle que sa tante la placer ici pour qu'il apprenne ses méthodes de travail. Ben s'en amuse et ne prend pas la chose au sérieux.
Amy évoque la lettre de Tim Fleming avec son grand-père, en ne comprenant pas pourquoi Marion ne leur en a pas parlé. Mais Jack semble comprendre le raisonnement de Marion. Il n'en dit pas plus.
Les méthodes de Ben avec son cheval sont de plus en plus révoltantes pour Ty, qui se dispute avec lui. Mallory se place entre eux pour éviter une bagarre et tente de tempérer les deux garçons.
Lou montre la lettre directement à son père et lui demande si Marion lui avait répondu mais Tim répond que Marion avait souhaité l'oublier. Lou lui en veut ouvertement de ne pas être venu à la porte ouverte comme il lui avait promis. Tim confirme qu'il était bien présent, mais que Jack l'avait chassé. L'homme précise à sa fille qu'il en a assez d'être maintenu éloigné d'Amy par Jack et qu'il compte bien s'imposer.
Au ranch, Ty se plaint auprès d'Amy du comportement de Ben. Amy répond qu'ils n'ont pas le choix et que Lisa Stillman paye pour qu'il soit pris en charge. Ashley rend visite à Ty au ranch et lui propose un travail à Briar Ridge. Amy répond que c'est impossible à cause de sa période de probation. Ty s'en offusque et réfléchit à la proposition d'Ashley, estimant finalement que Heartland et Briar Ridge se valent et ne pensent qu'aux bénéfices…
Tim Fleming vient à la rencontre de Jack Bartlett et lui suggère de ne plus se mettre entre Amy et lui. Mais Jack lui répond qu'il a abandonné le droit de la voir il y a bien longtemps. En promenade avec Ben, Amy est témoin de la maltraitance du jeune homme envers son cheval, qui refuse de traverser la rivière. De retour à la maison, Amy, révoltée, exige auprès de Lou que Ben s'en aille. Elle ajoute à ses arguments le fait que Ty risque de partir si Ben reste. Au diner, l'ambiance est tendue, et Ty reçoit un coup de téléphone de Val Stanton. Amy tente de retenir Ty au moment où il se rend à son entretien à Briar Ridge, prétextant que Ben n'a pas eu une vie facile, mais Ty n'est pas dupe.
À l'entrainement de Ben, le cheval se cabre et s'enfuit. Amy, Mallory et Ben partent à sa recherche. Amy et Mallory partent de leur côté et retrouvent le cheval. Amy a scrupule à rappeler Ben pour le prévenir, mais elle est bien forcée de le faire.
Au ranch, Lou se fâche contre son grand-père, en lui demandant pourquoi il a chassé Tim. Jack se justifie en évoquant avant tout la protection d'Amy, mais Lou certifie qu'Amy n'est plus une enfant et trouve son comportement ridicule. Lorsque Amy ramène le cheval de Ben, le cheval s'affole à un passage de rivière et Amy est emportée par la longe et tombe sur des pierres. Mallory part prévenir Jack et Lou, qui se rendent aussitôt sur place. Ty retrouve le cheval de Ben seul sur la route en revenant de Briar Ridge, et le ramène au ranch. Tim Fleming, à cheval, aperçoit Amy sans connaissance au bord de la rivière et se précipite à son secours. Au même moment, Lou et Jack arrivent sur l'autre rive. Tim est emporté par la rivière, s'accroche à un tronc d'arbre flottant et indique la localisation d'Amy à Lou et Jack. Jack Bartlett, après s'être assuré que Tim était hors de danger, emporte Amy en sécurité.
Ben s'adoucit auprès de Ty à la suite de l'accident d'Amy. Ty essaie de le convaincre de prendre soin de son cheval, mais constate que Ben ne fait que se trouver de nouvelles excuses pour se justifier. Ty abandonne.
Lou avoue à Amy que leur père travaille au ranch de Big River, à quelques kilomètres d'Heartland. Amy est contrariée qu'elle ne lui en ait pas parlé avant. Jack intervient dans leur conversation et lui dit qu'il est en partie responsable si elle n'avait pas eu l'occasion de le rencontrer jusqu'ici. Jack ne pardonne pas le comportement de Tim et sa dépendance à l'alcool des suites de son accident de cheval. Il respectait la volonté de Marion de ne plus jamais le revoir. Jack ajoute qu'il est difficile de se changer l'idée que l'on se fait de quelqu'un…

### Épisode 5:Un plan infaillible
- Canada : 2 décembre 2007 sur CBC

- Jessica Amlee : Mallory Wells
- Greta Onieogou : Soraya Duval
- Wanda Cannon : Val Stanton
- Cindy Busby : Ashley Stanton
- Beau Mirchoff : Ben stillman
- Meredith Bailey : Marnie Gordon
- Scott McAdam : Jerry
- Suzanne Coy : Maggie Duval

Au restaurant de chez Maggie, Lou et Amy observent une publicité télévisée présentée par Val Stanton et consacrée à Briar Ridge. De retour au ranch, Lou souhaite reprendre l'idée et réaliser un film publicitaire sur Heartland. Jack Bartlett, de son côté, tente de persuader Ty, employé à Briar Ridge, de revenir auprès d'eux à Heartland. Ty lui fait comprendre qu'il est parti pour une raison précise et que Jack n'est pas en cause.
Au ranch, Lou embauche tout le monde pour redonner un petit coup de jeune aux bâtiments, afin qu'ils soient plus présentables pour Jerry, l'ami de Marnie, qui accepte de réaliser le film après le refus d'un premier réalisateur. Tout le monde est exaspéré mais accepte de donner un coup de main. Mallory en veut à Ben Stillman d'avoir provoqué le départ de Ty, mais Soraya, qui est aussi présente pour aider, dit que Ty lui a donné une autre version de l'histoire et qu'il ne met pas Ben en cause. Lorsque Jerry et Marnie arrivent, Jerry préfère que tout reste en place naturellement, pour plus d'authenticité, et demande à Lou de ne rien ranger. De son côté, Amy s'occupe d'un nouveau cheval confié par Scott, qui est particulièrement têtu et ne se laisse pas approcher facilement. Lou profite de l'occasion pour demander à Jerry de filmer quelques scènes, ce qui agace Amy. Lou insiste et prend elle-même la selle pour convaincre sa sœur d'appliquer ses méthodes devant la caméra. Le cheval, en voyant la selle, panique et galope tout autour du rond de longe, effrayant Lou qui se met à courir devant l'animal. Jerry, amusé, filme la scène. Jack accepte d'être le commentateur du film et de présenter Heartland et son histoire. Scott, de son côté, présente les remèdes utilisés par la famille et leur efficacité, mais n'est pas très à l'aise face à la caméra.
Jack profite des difficultés rencontrées par Amy avec le nouveau pensionnaire pour lui proposer une petite pause et venir avec lui en ville. Sur la route, le sujet de la discussion se porte sur le départ de Ty et sur Tim Fleming. Amy avoue à son grand-père qu'elle n'a pas eu assez de courage pour parler à Tim la dernière fois qu'elle l'a aperçu. Jack lui promet de ne plus jamais intervenir entre Amy et son père. En revanche, Amy constate bien vite que son grand-père, se rendant à Briar Ridge, souhaite qu'elle rencontre Ty. Celui-ci passe justement devant la camionnette lorsque Jack s'absente pour donner des papiers à Val Stanton. Ty prend des nouvelles d'Heartland auprès d'Amy, jusqu'à ce qu'Ashley s'approche. Ashley invite Amy à une fête qu'elle organise dans les prochains jours. Jack donne à Val les papiers du contrat concernant la probation de Ty, sans savoir que Val n'est pas au courant des problèmes judiciaires du garçon. Ashley l'avait suggéré auprès de sa mère en omettant ce détail. En colère, Val se rend auprès de Ty et le licencie sur-le-champ, juste sous les yeux de Jack et d'Amy. Ashley s'amuse de la réaction démesurée de sa mère. Ty, qui cherchait une excuse pour partir de Briar Ridge, s'en va sans demander son reste.
Lors de la fête d'Ashley, Ty demande à celle-ci pourquoi elle n'a pas parlé de sa probation à sa mère, alors qu'elle avait justement précisé lui en avoir parlé. Ashley répond qu'elle n'avait pas jugé utile de le faire, que sa mère ne l'aurait probablement pas embauché en le sachant et qu'elle voulait simplement qu'il soit près d'elle. Amy, pour faire plaisir à Soraya, accompagne celle-ci et Ben à la fête et y retrouve Ty. Elle lui demande les raisons précises de son départ, ce à quoi Ty répond qu'elle lui avait demandé de partir et que Briar Ridge n'était qu'une opportunité pour la satisfaire. Ty semble fatigué des caprices d'Amy. Celle-ci se défend et lui fait comprendre qu'elle souhaite qu'il reste, mais sous le coup de sa colère, préfère s'en aller.
Au ranch, Scott frappe à la porte et invite Lou à sortir dîner. Lou, fatiguée et un peu démoralisée de se retrouver une nouvelle fois seule contre tous, refuse d'abord en cherchant des prétextes, mais Scott insiste. Au pub, Lou le remercie de l'avoir obligée à sortir et de lui changer les idées. Cependant, à la télévision du pub, Lou aperçoit le montage promotionnel de Jerry sur Heartland. Elle constate qu'il a gardé tous les ratages et péripéties au montage et l'a faite diffuser sans la mettre au courant. Lou en est profondément indignée.
Au retour, Lou accuse le coup de ses échecs dans la voiture de Scott et perd confiance. Scott devine qu'elle cache quelque chose d'autre dont elle ne veut pas parler et apprend finalement que Lou s'est faite renvoyée de son travail à New York depuis une semaine. Lou est désespérée, convaincue d'avoir mis toute sa vie de côté depuis son retour à Heartland. Scott tente de trouver les mots pour la réconforter.
Mais les choses ne vont pas si mal. Le ton humoristique de la vidéo de Jerry fonctionne à merveille, et celle-ci, à la grande surprise de Lou, remporte un vif succès et attire de nouveaux clients. Amy félicite sa sœur de son obstination, de même que son grand-père. Lou n'en croit pas ses oreilles et se laisse tomber, totalement vidée, dans les bras de Jack. Amy, de son côté, parvient à gagner la confiance du cheval confié par Scott et Jack apprend le licenciement de Lou. Il refuse que Lou se laisse abattre par cette nouvelle.

### Épisode 6:Un poney difficile
- Canada : 9 décembre 2007 sur CBC

- Jessica Amlee : Mallory Wells
- Greta Onieogou : Soraya Duval
- Anthony Lemke : Carl

Lou aide Scott à vermifuger les oies du ranch. Le nouveau pensionnaire confié par Scott à Amy, Pirate, est habitué à être monté mais a la particularité de ne pas obéir aux sollicitations, en se contentant de marcher calmement. Carl, le petit ami new-yorkais de Lou, fait une visite surprise au ranch. Il lui annonce qu'il a un nouveau travail à Chicago. Scott s'en va et promet à Amy d'essayer d'en savoir plus au sujet de Pirate. Lou découvre que le nouvel employeur de Carl est la même personne que celle qui l'avait contactée récemment pour une propostiion d'emploi et trouve cette coïncidence étrange. Lou demande à Ty d'accueillir Carl dans sa chambre durant son séjour, ce qui n'enchante pas le garçon. Au diner, Carl s'étonne que le ranch, situé sur des puits de pétrole, n'exploite pas cette ressource pour faire des bénéfices, au grand étonnement général.
En travaillant avec Pirate, Amy et Ty découvrent que l'animal obéit uniquement à la voix. De son côté, Lou prépare l'anniversaire de Jack. Mallory, qui surprend une conversation téléphonique entre Carl et un collègue de Chicago, comprend qu'il souhaite en réalité faire embaucher Lou pour la faire revenir avec lui. Elle prévient Amy. Dans les affaires de Carl, Mallory trouve une bague de fiançailles et Carl ne tarde pas à demander à Jack la main de sa petite-fille. Jack lui répond que son avis n'a pas d'importance et que Lou est une fille moderne.
Lou ne veut pas faire savoir à Carl qu'elle a peur des chevaux et rappelle à Amy sa promesse de l'emmener en balade à sa place. Amy s'en étonne et demande à Lou si elle aime vraiment Carl. Lou tente de détourner le sujet mais finit par lui dire que les choses étaient un peu différentes à New-York. Jack devine que Scott est mal-à-laise depuis l'arrivée de Carl, mais lui demande de venir à son anniversaire. Lors de la balade, Carl souhaite monter Pirate, mais Amy refuse et lui en attribue un autre, estimant qu'il n'est pas assez expérimenté pour Pirate. Au même moment, Jack ramène une selle de voltige, avec une photo de Pirate en action. Amy comprend alors que Pirate est un cheval de voltige et que c'est pour cela qu'il n'obéit qu'à la voix. Carl, qui n'en fait qu'à sa tête, monte malgré tout sur le dos de Pirate tandis qu'Amy a le dos tourné et prononce au hasard le mot magique pour le faire avancer. Pirate part à toute allure, jusqu'à faire tomber Carl dans une mare. En revenant à pied à l'écurie, Amy discute un peu avec Carl pour essayer de comprendre ce que Lou et lui font ensemble. Selon Carl, Lou met sa carrière entre parenthèses en restant à Heartland.
Lou, apprenant que Pirate est un cheval de voltige, s'en prend à Amy de ne pas avoir empêché Carl de le monter. La jeune fille se défend en répondant que Carl ne l'a pas écouté. Au repas d'anniversaire de Jack (sans Scott), Carl fait une déclaration au sujet de Lou et fait sa demande en mariage. Malheureusement, le coffret de la bague est vide. Mallory le constate et fait tomber le gâteau d'anniversaire dans sa surprise. Elle se rappelle que la bague est restée dans la poche de son jean et retourne la chercher chez elle en vitesse. Carl, qui l'ignore, est persuadé que Ty la lui a volée et fouille dans ses affaires. Mallory leur rapporte la bague en soirée, après mille excuses. Lorsque Carl et Lou se retrouvent seuls, Carl renouvelle sa demande. Lou ne répond pas. Carl lui parle de son entretien prévu à Chicago mais se trahit. Lou ne comprend pas comment il peut être au courant autrement qu'en ayant tout manigancé pour qu'elle revienne vivre avec lui. Elle comprend alors que Carl n'a fait sa demande en mariage que par intérêt pour son propre travail. Le lendemain, Carl quitte Heartland.

### Épisode 7:Advienne que pourra
- Canada : 6 janvier 2008 sur CBC

- Beau Mirchoff : Ben Stillman
- Greta Onieogou : Soraya Duval
- Jessica Amlee : Mallory Wells
- Jessica Steen : Lisa Stillman
- Anna Ferguson : Madame Bell
- James Baker : Rae Phillips

### Épisode 8:Au-delà de l'obscurité
- Canada : 13 janvier 2008 sur CBC

- Corey Sevier : Ryan Bailey
- Jessica Steen : Lisa Stillman
- Matt Cooke : Dan Hartfield
- Mandie Vredegoor : Bev Bailey
- Jessica Amlee : Mallory Wells
- Benjamin Hollingsworth : Sam
- Greta Onieogou : Soraya Duval

### Épisode 9:Le Fantôme du passé
- Canada : 20 janvier 2008 sur CBC

- Paula Brancati : Kerry-Anne
- Suzanne Coy : Maggie Duval
- Anna Ferguson : Madame Bell
- Gillian Carfra : Vanessa Bell
- Greg Lawson : Clint Riley
- Julia Maxwell : Brittany
- Kelsey Collins : Jade
- Jessica Amlee : Mallory Wells
- Greta Onieogou : Soraya Duval
- Cindy Busby : Ashley Stanton

### Épisode 10:Né pour courir
- Canada : 3 février 2008 sur CBC

- Stephen Amell : Nick Harwell
- Beau Mirchoff : Ben Stillman
- Jacqueline Pillon : Madame Wiley
- James Baker : Rae Phillips
- Tom Carey : Wes
- Chris Ippolito : Grady
- Jessica Amlee : Mallory Wells
- Greta Onieogou : Soraya Duval
- Cindy Busby : Ashley Stanton

### Épisode 11:Les Liens du sang
- Canada : 10 février 2008 sur CBC

- Jessica Amlee : Mallory Wells
- Wanda Cannon : Val Stanton
- Jessica Steen : Lisa Stillman
- Suzanne Coy : Maggie Duval

### Épisode 12:Renaître de ses cendres
- Canada : 17 février 2008 sur CBC

- Jessica Amlee : Mallory Wells
- Greta Onieogou : Soraya Duval
- Cindy Busby : Ashley Stanton
- Wanda Cannon : Val Stanton
- Beau Mirchoff : Ben Stillman
- Tom Carey : Wes
- Suzanne Coy : Maggie Duval

### Épisode 13:Bien ensemble
- Canada : 24 février 2008 sur CBC

- Jessica Amlee : Mallory Wells
- Greta Onieogou : Soraya Duval
- Cindy Busby : Ashley Stanton
- Wanda Cannon : Val Stanton
- Beau Mirchoff : Ben Stillman
- Jessica Steen : Lisa Stillman
- Jake Church : Jake Anderson